# Crawford's Purchase
Crawford's Purchase es un municipio ubicado en el condado de Coös en el estado estadounidense de Nuevo Hampshire. En el año 2010 tenía una población de 0 habitantes y una densidad poblacional de 0 personas por km².

## Geografía
Crawford's Purchase se encuentra ubicado en las coordenadas 44°15′45″N 71°24′6″O / 44.26250, -71.40167. Según la Oficina del Censo de los Estados Unidos, el municipio tiene una superficie total de 21.21 km², de la cual 21,21 km² corresponden a tierra firme y (0 %) 0 km² es agua.

## Demografía
Según el censo de 2010, había 0 personas residiendo en Crawford's Purchase. La densidad de población era de 0 hab./km². De los 0 habitantes, Crawford's Purchase estaba compuesto por el 0 % blancos. Del total de la población el 0 % eran hispanos o latinos de cualquier raza.